# San Fratello
San Fratello ist eine italienische Gemeinde (comune) mit 3222 Einwohnern (Stand 31. Dezember 2023) in der Metropolitanstadt Messina, Region Sizilien.

## Lage und Daten
San Fratello liegt 119 km westlich von Messina und 7 km vom Meer entfernt am Nordfuß des 1847 m hohen Monte Soro der Monti Nebrodi. An den Hängen des 816 m hohen Monte San Fratello befindet sich die Grotte San Teodoro mit vielen fossilen Knochen von Säugetieren und Feuersteingerätschaften. Die Einwohner arbeiten hauptsächlich in der Landwirtschaft. In San Fratello werden Sanfratellaner Pferde gezüchtet.
Die Nachbargemeinden sind Acquedolci, Alcara li Fusi, Caronia, Cesarò, Militello Rosmarino und Sant’Agata di Militello.

## Geschichte
Nördlich des heutigen Ortskerns auf einem Hügel liegt das antike Apollonia, eine Siedlung der Sikeler, die später hellensiert wurde. Laut dem antiken Geschichtsschreiber Diodor stand Apollonia in der Mitte des 4. Jahrhunderts  v. Chr. unter der Kontrolle von Leptines, des Tyrannen von Engyon; Timoleon aber verschaffte beiden Städten 342 v. Chr. die Autonomie, nachdem er den Tyrannen geschlagen und nach der Peloponnes verbannt hatte. Die Stadt wurde 307 v. Chr. von Agathokles zerstört. Im 1. Jahrhundert war Apollonia eine civitas decumana. Für die zum Kampf gegen die Piraten versammelte Flotte stellte es ein Schiff.
Der Ort San Fratello wurde zur Zeit Rogers I. von Lombarden gegründet, die sich nach dessen Heirat mit Adelasia in Sizilien niederließen. In den Jahren 1754 und 1922 zerstörten Erdrutsche die Stadt. Zahlreiche Einwohner sprechen noch einen gallo-italischen Dialekt, der sich vom Sizilianischen grundlegend unterscheidet.
Die Traditionen von San Fratello werden von den Emigranten auch an den Zielorten der Auswanderung hochgehalten (Viggiù in der Lombardei).

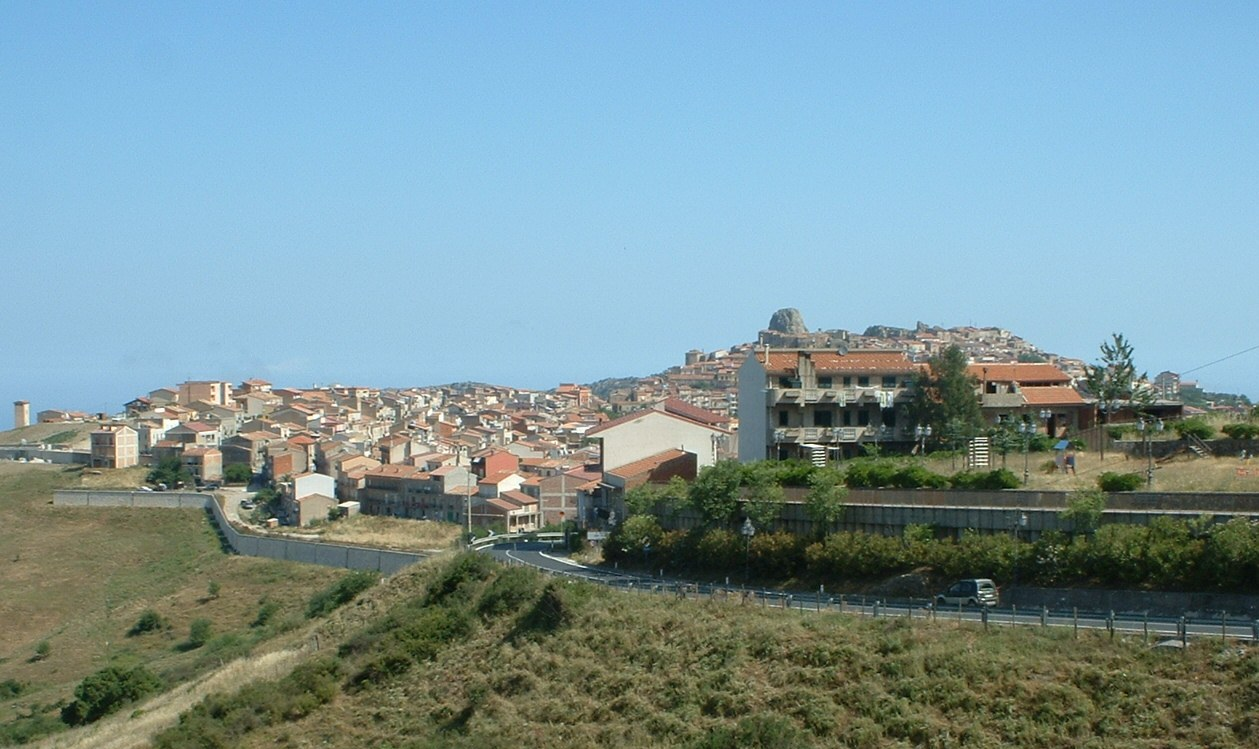
San Fratello

Nach schweren Regenfällen Anfang Februar 2010 zeigten sich an Häusern des Ortes erste Risse, die auf eine Bewegung des Untergrundes hinwiesen. Wegen des drohenden Erdrutsches wurde die Hälfte des Orts evakuiert. Kurze Zeit später rutschte der Hang ab und verschüttete mehrere Häuser.

## Sehenswürdigkeiten

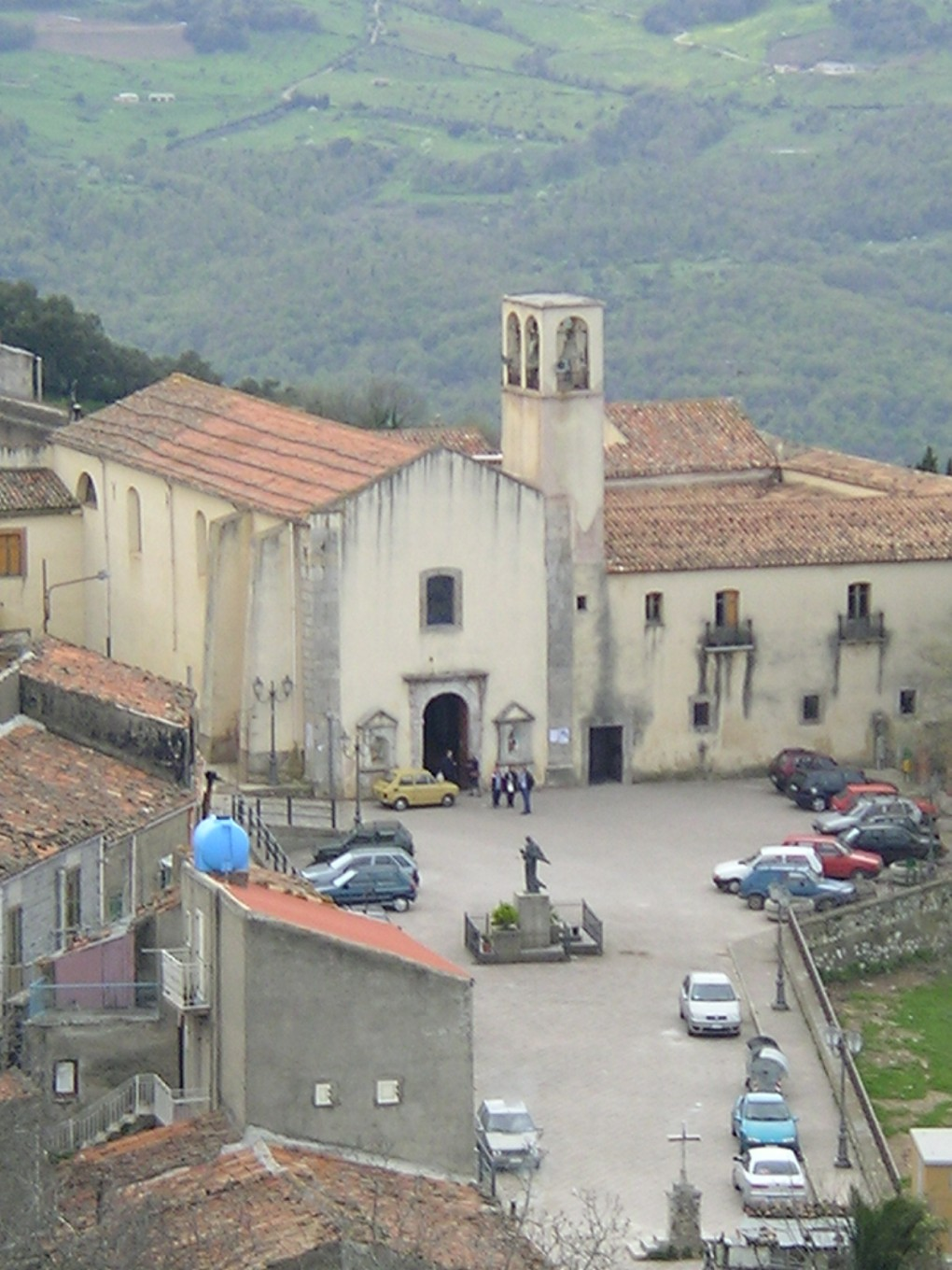
Konvent mit der Statue des Heiligen Benedikt der Mohr

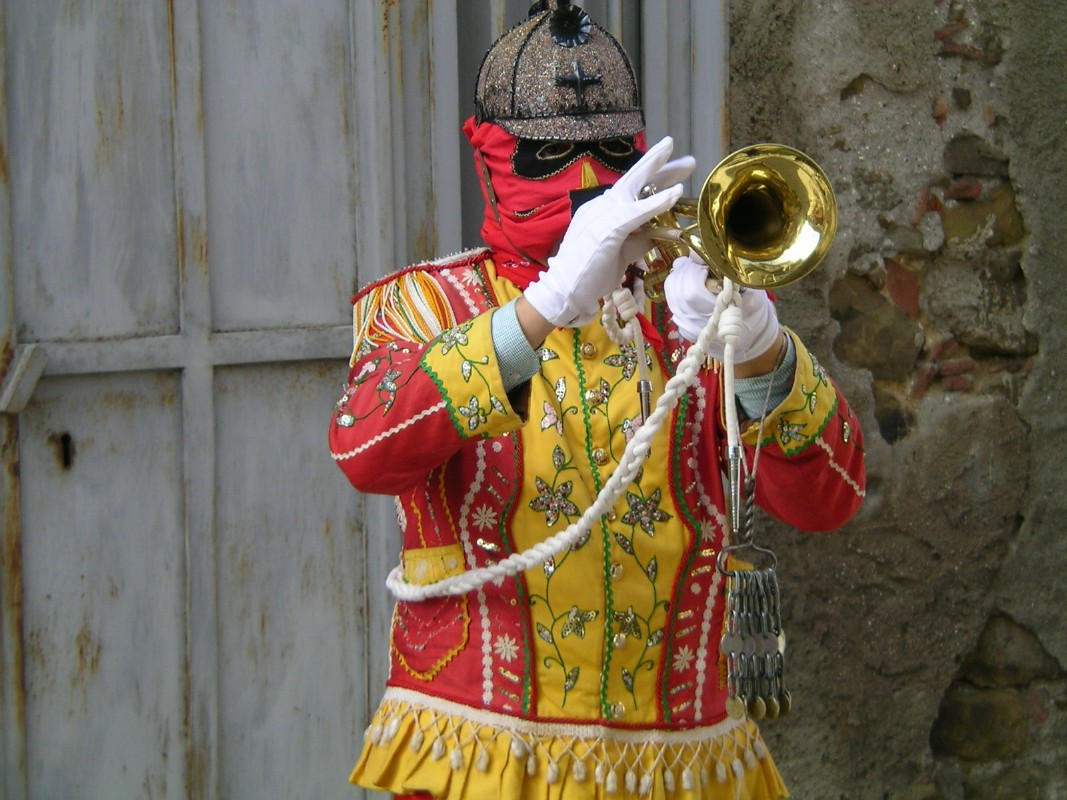
Festa dei Giudei

- Schlossruine auf dem Felsen über der Stadt aus normannischer Zeit
- Kirche San Nicolo Vecchio neben der Schlossruine
- Konvikt des Heiligen Franziskus
- Kirche der Heiligen Alphius, Philadelphus und Cyrinus auf dem Gelände des antiken Apollonia

## Persönlichkeiten
- Benedikt der Mohr (1526–1589), schwarzer Sklave und Mönch des Kapuzinerordens
- Antonino Di Giorgio (1867–1932), General und Politiker

## Veranstaltungen
Am Donnerstag und Freitag in der Karwoche findet jedes Jahr die Veranstaltung Festa dei Giudei statt.